# Complexidade melhor caso
Complexidade melhor caso é representada pelo menor custo possível de um algoritmo. Funções de melhor caso podem ser delimitadas inferiormente usando a notação assintótica Ω. Método que consiste em assumir que vai acontecer o melhor caso.